# Priesbergalm
Die Priesbergalm ist eine Alm in der Gemarkung Forst Königssee in der Gemeinde Schönau am Königssee.
Die Brennhütte am nördlichen Ende der Priesbergalm steht unter Denkmalschutz und ist unter der Nummer D-1-72-132-77 in die Bayerische Denkmalliste eingetragen.

## Baubeschreibung
Die Brennhütte auf der Priesbergalm ist ein erdgeschossiger Blockbau mit Flachsatteldach und Legschindeldeckung. Das Gebäude ist bezeichnet mit dem Jahr 1840.

## Heutige Nutzung
Die Priesbergalm und die Königsbachalm werden heute noch vom Bauern des Aschbachhofes landwirtschaftlich genutzt. Die Tiere verbringen den Juni auf der Königsbachalm, bevor sie auf die höher gelegene Priesbergalm getrieben werden. Die Zeit von Anfang September bis zum Almabtrieb Anfang Oktober verbringen die Tiere wieder auf der Königsbachalm. Die Priesbergalm ist im Sommer bewirtet.
Die Brennhütte ist noch in Betrieb, dort stellt der Bergbrenner der Enzianbrennerei Grassl heute noch Enzian her. In alter Tradition werden noch von Hand die Enzianwurzeln ausgegraben, zerkleinert, gemaischt und vor Ort zu Enzian gebrannt.

## Lage

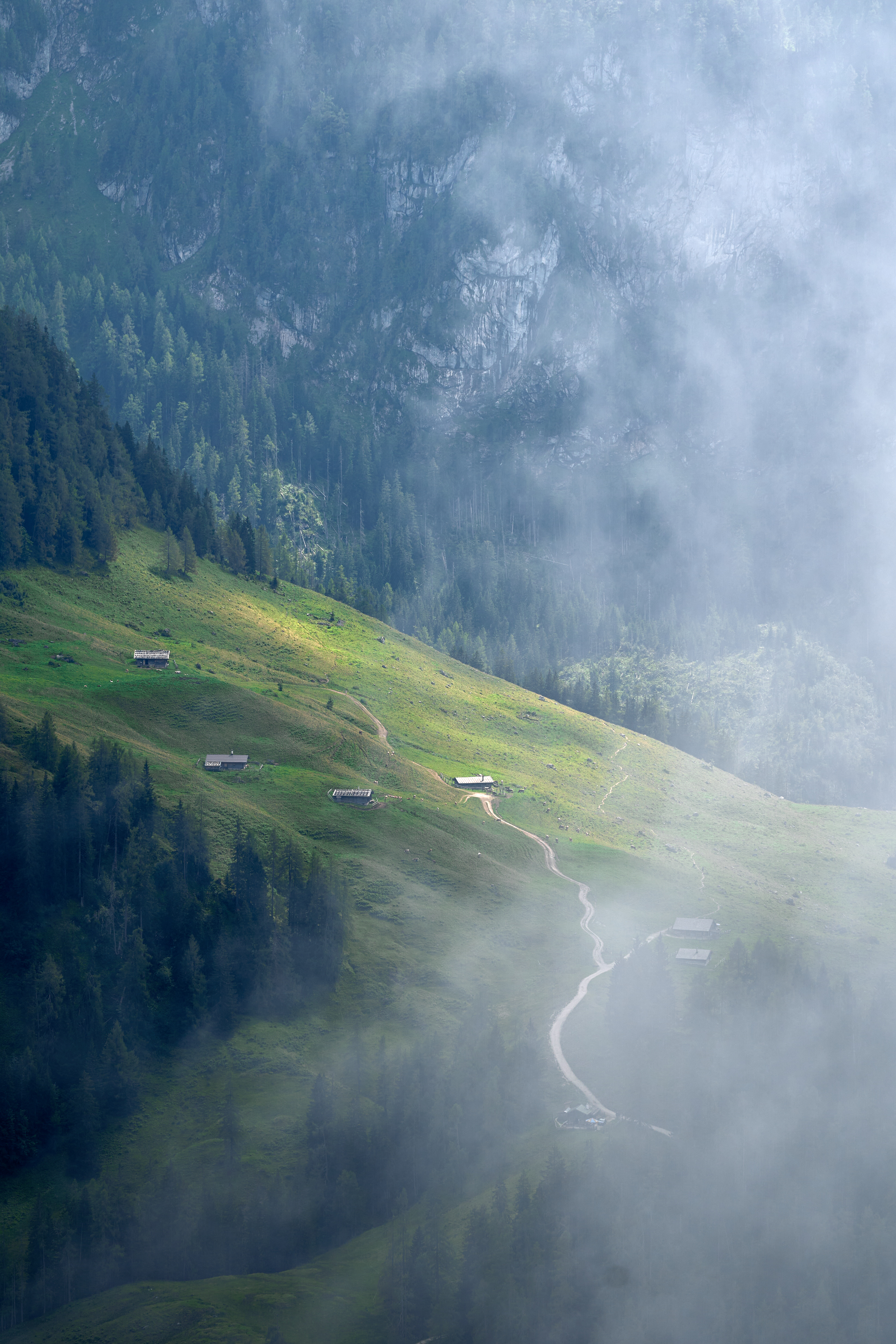
Priesbergalm vom Jenner

Die Priesbergalm befindet sich im Hagengebirge oberhalb des Königssees auf einer Höhe von gut 1300 m ü. NN bis über 1500 m ü. NN. Die Alm liegt östlich der Gotzentalalm und südlich der Königsbachalm unterhalb von Rothspielscheibe und Bärenwand und erstreckt sich von Nord nach Süd über eine Länge von über eineinhalb Kilometer.
Die Brennhütte auf der Priesbergalm befindet sich am nördlichen Ende der Almfläche.